# ОКТА
„ОКТА“ АД (на македонска литературна норма: ОКТА“ АД) е търговско дружество със седалище и производствени капацитети край Скопие, Северна Македония (в близост до село Хаджилари (Миладиновци), на скопската община Илинден).
Основната му дейност е експлоатацията на нефтопреработващата рафинерия, единственият производител на течни горива и петролни продукти в Република Макеодния. ОКТА е най-голямото предприятие на територията на страната, имащо огромно значение за стопанството на Северна Македония, поради своите размери и уникално за страната производство.
ОКТА развива също така и собствена мрежа бензиностации на територията на Северна Македония, техният брой към 2013 г. е 29.
Мажоритарен собственик в предприятието е гръцката компания, занимаваща се с преработка, дистрибуция и търговия със суров петрол, нефтени продукти и нефтохимия — Хеленик Петролеум. ОКТА е също така публично търгувано предприятие, листнато на Македонската фондова борса под борсов код OKTA, където книжата на рафинерията са част от борсовия индекс MBID.
Към началото на 2014 г. главен изпълнителен директор и член на съвета на директорите е гъркът Виктор Папаконстантину.
Като единствена рафинерия в Северна Македония дружеството има складов капацитет от 2 500 000 м3. Суровината за преработка се получава чрез нефтопровода Солун-Скопие (собственост на Хеленик Петролиум). Произвежданите безоловни бензини, горива за дизелови мотори, втечнен газ, керосин, масла за горене и мазут, покриват около 90% от потреблението на петролни продукти в страната, около 80% от потреблението на Косово, като се изнасят също количества за Сърбия и Албания.

## История
Първите капацитети на ОКТА са пуснати в експлоатция през 1982 г., но цялостното изграждане на рафинериата завършва през 1983 г. Изключителна държавна собственост рафинерията носи за няколко години името – Работна организация Рафинерия за нафта „Скопие“, с. Миладиновци. През 1990 г. предприятието е трансформирано в акционерно дружество и собственост в него придобиват служители на компанията и фонд за пенсионно и инвалидно осигуряване. От 1995 г. рафинерията вече носи името ОКТА. През 1999 г. предприятието е приватизирано от сочената за стратегически инвеститор гръцка петролна компания – Хеленик Петролеум.
През 2002 г. е пуснат в експлоатация нефтопроводът Солун-Скопие, инвестиция за около 100 милиона щатски долара, с която мажоритарният гръцки собственик свързва ОКТА със своята нефтопреработваща рафинерия в Солун.
В следващите години са направени редица инвестиции с цел осъвременяване на производството и постигане на по-високи екологични стандарти.